# Petra Faderl
Petra Faderl (* 31. Mai 1952 in Erfurt; † 2. Mai 2007 in Brandenburg an der Havel) war eine deutsche Pädagogin und Politikerin (PDS).

## Leben und Beruf
Nach dem Besuch der Polytechnischen Oberschule absolvierte Faderl ab 1968 eine Ausbildung zur Krippenerzieherin an der Fachschule für Gesundheits- und Sozialwesen in Erfurt. Sie war von 1971 bis 1974 als Lehrausbilderin tätig und nahm anschließend ein Studium der Krippenpädagogik an der Fachschule des Ministeriums für Gesundheit Professor Dr. K. Gelbke in Potsdam auf, das sie 1977 mit der Prüfung zur Diplom-Sozialpädagogin beendete. 1978/79 arbeitete sie als Krippenleiterin. Im Anschluss absolvierte sie bis 1981 ein Studium der Vorschulpädagogik an der Humboldt-Universität zu Berlin und fungierte von 1983 bis 1990 als Leiterin der Krippenvereinigung im Bezirk Potsdam.
Nach der politischen Wende in der DDR arbeitete Faderl von 1990 bis 1994 als Bezirkssozialarbeiterin in Brandenburg an der Havel. Von 2000 bis 2002 war sie als wissenschaftliche Mitarbeiterin und erneut als Sozialarbeiterin im städtischen Jugendamt tätig. Neben ihrer beruflichen Tätigkeit engagierte sie sich seit 1999 im Präsidium des Landessportbundes Brandenburg und war dort für das Arbeitsgebiet Mädchen und Frauen im Sport zuständig. Außerdem war sie von 2002 bis 2006 Mitglied im Bundesausschuss Frauen im Sport des Deutschen Sportbundes.
Am 2. Mai 2007 erlag sie in einem Brandenburger Hospiz einer Krebserkrankung.

## Partei
Faderl war Mitglied der Linkspartei.PDS und Vorsitzende der Partei in Brandenburg an der Havel.

## Abgeordnete
Faderl war von 1990 bis 1993 sowie seit 1998 Stadtverordnete der Stadt Brandenburg an der Havel. Dreimal kandidierte sie in dieser Zeit für das Amt des Oberbürgermeisters. Dem Brandenburger Landtag gehörte sie von 1994 bis 1999 sowie vom 5. März 2002, als sie für den ausgeschiedenen Abgeordneten Stefan Ludwig nachrückte, bis zum 13. Oktober 2004 an. Hier war sie sportpolitische Sprecherin der PDS-Fraktion. Von 1994 bis 1999 war sie Mitglied im Ausschuss für Bildung, Jugend und Sport und im Petitionsausschuss sowie von 2002 bis 2004 Mitglied des Rechtsausschusses und des Wahlprüfungsausschusses.